# Зимске олимпијске игре 1940.
Предвиђене Зимске олимпијске игре 1940. које су званично носиле назив 5. Зимске олимпијске игре (V Olympic Winter Games) требало је да се одрже у Сапороу, Јапан. 
Игре су одложене због избијања Другог светског рата. Сапоро је био одређен за домаћина Зимских олимпијских игара које је требало да се одрже од 3. до 12. фебруара 1940. године, али је Јапан вратио домаћинство МОКу 1938. године због избијања другог Кинеско-јапанског рата 1937. године.
После овога МОК је одлучио да домаћинство понуде Санкт Морицу, који је већ био домаћин игара 1928. Због несугласица швајцарског организатора и МОКа, домаћинство је опет изгубило власника. 
У пролеће 1939. године домаћинство је предато Гармиш-Партенкирхену где су се већ одржале претходне Зимске олимпијске игре 1936. Три месеца после предаје домаћинства Немачка је напала Пољску и тиме 1. септембра 1939. започела Други светски рат.
Олимпијске игре су одложене до даљег у новембру исте године. Такође су одложене игре 1944 које су дате на домаћинство Кортини д'Ампецо 1939. године. 
Санкт Мориц је био домаћин Олимпијских игара 1948, Кортина д'Ампецо 1956 а Сапоро 1972. 
Немачка од тада није имала прилике да буде домаћин Зимских олимпијских игара.